# Prudhoe Bay, Alaska
Prudhoe Bay, Alaska (енгл. Prudhoe Bay) насељено је место без административног статуса у америчкој савезној држави Аљаска.

## Демографија
По попису из 2010. године број становника је 2.174, што је 2.169 (43380,0%) становника више него 2000. године.
| Група             | 2000.     | 2010.         |
| Белци             | 1 (20,0%) | 1.804 (83,0%) |
| Афроамериканци    | 0 (0,0%)  | 42 (1,9%)     |
| Азијати           | 0 (0,0%)  | 35 (1,6%)     |
| Хиспаноамериканци | 0 (0,0%)  | 88 (4,0%)     |
| Укупно            | 5         | 2.174         |